# Catedral de Santa Ana (Leeds)
La Catedral de Santa Ana (en inglés:  Cathedral Church of St Anne) también conocida como la catedral de Leeds, es la catedral católica de la diócesis de Leeds en la iglesia católica. Está ubicada en la ciudad de Leeds, West Yorkshire, Inglaterra en el Reino Unido. La ciudad de Leeds no tiene una catedral de la Iglesia de Inglaterra, ya que se encuentra dentro de la diócesis Anglicana de Leeds, cuyas sedes catedralicias se encuentra en la ciudad de Ripon, Bradford y Wakefield; Leeds Minster, aunque en la ciudad es grande y de gran importancia arquitectónica, es un pro-catedral opcional para la Diócesis de West Yorkshire y Dales.
La catedral original se encontraba en la Iglesia de Santa Ana en 1878, pero ese edificio fue demolido en 1900. El edificio actual de la catedral se ubica en la calle Cookridge y se completó en 1904, siendo restaurado en 2006. El retablo del altar mayor de la catedral vieja fue diseñada por Pugin en 1842 y se trasladó a la capilla de la de nuestra señora de la nueva catedral. La catedral es un edificio protegido grado II.